# Челутай (станція)
Челутай (рос. Челутай) — станція Улан-Уденського регіону Східносибірської залізниці Росії, розташована на дільниці Заудинський — Каримська між станціями Заіграєво (відстань — 14 км) і Ілька (9 км). Відстань до ст. Заудинський — 63 км, до ст. Каримська — 582 км.